# Ульга (Бухар-Жирауський район)
Ульга́ (каз. Үлгі) — село у складі Бухар-Жирауського району Карагандинської області Казахстану. Входить до складу Умуткерського сільського округу.
Населення — 68 осіб (2021; 250 у 2009, 365 у 1999, 457 у 1989).
Національний склад станом на 1989 рік:
- казахи — 100 %.

У радянські часи село називалось також Ульгі.